# August Kundt

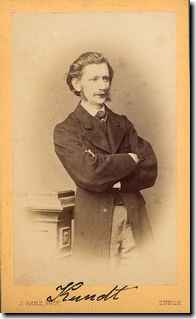
August Kundt

August Kundt (* 18. November 1839 in Schwerin; † 21. Mai 1894 in Israelsdorf (Lübeck)) war ein deutscher Physiker.

## Leben
August Kundt studierte ab 1859 Physik und Mathematik, zuerst in Leipzig, danach in Berlin. Hier war Heinrich Gustav Magnus sein Lehrer, bei dem er 1864 promoviert wurde. Seine Beschäftigung mit Optik und Akustik führte 1866 zur Entwicklung des nach ihm benannten Kundtschen Staubrohrs. Die Lehrbefugnis erwarb er 1867. Ein Jahr später erhielt er eine Professur am Polytechnikum in Zürich. 1870 nahm er einen Ruf an die Universität Würzburg an. Bei seiner Arbeit dort entdeckte er die Dispersion von Gasen. Ab 1872 war Kundt mit dem Aufbau des Physikalischen Instituts an der Universität Straßburg betraut. An diesem Institut bewies er 1876 die Einatomigkeit des Quecksilberdampfes. 1888 gelang ihm erstmals die Herstellung eines Metallspiegels durch Kathodenzerstäubung. Im gleichen Jahr erhielt er einen Ruf an die Universität Berlin, den er annahm.
Zu den Studenten Kundts gehörten unter anderen seine Assistenten Wilhelm Conrad Röntgen, Eugen Blasius und Franz Exner sowie Heinrich Kayser und Friedrich August Haselwander.
1879 wurde er zum korrespondierenden und 1888 zum ordentlichen Mitglied der Preußischen Akademie der Wissenschaften gewählt. 1888 wurde er als korrespondierendes Mitglied in die Russische Akademie der Wissenschaften in Sankt Petersburg aufgenommen.
Der Mondkrater Kundt ist nach ihm benannt.

## Ehrungen
1893: Orden Pour le Mérite

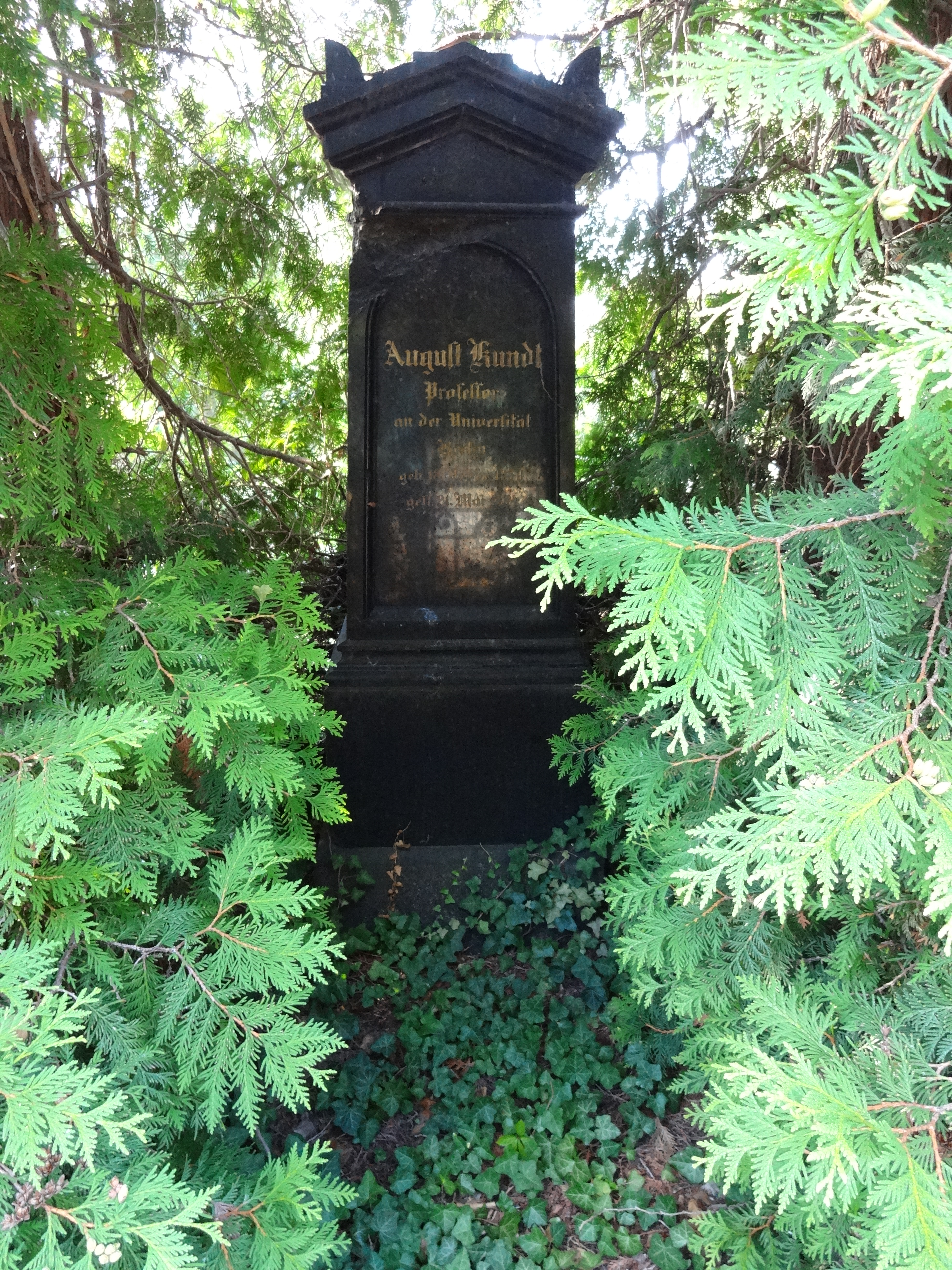
Grabstätte

1956: Ehrengrab der Stadt Berlin auf dem Dorotheenstädtischen Friedhof II, Liesenstr. 9 (Grabanlage) (MHZ-2-32/33)

1976: Mondkrater Kundt